# 丹尼·基恩
丹尼·基恩（英語：Danny Keane，1951年3月21日—），新西兰男子赛艇运动员。他曾代表新西兰参加世界赛艇锦标赛，获得一枚铜牌。他也曾参加1976年夏季奥林匹克运动会。